# Único (canção de Fernanda Brum)
"Único" é uma canção da cantora brasileira Fernanda Brum, lançada em 11 de fevereiro de 2025, como parte do álbum "Milagre", que reflete momentos desafiadores vivenciados por Fernanda Brum e sua família, especialmente o diagnóstico de leucemia de seu esposo, Emerson Pinheiro.

## Regravação e composição
A música é uma reinterpretação do sucesso homônimo da banda Fhop Music, com participação de Marco Telles, lançado em 22 de agosto de 2022.
A composição de "Único" exalta Jesus como o único Senhor e Salvador, transmitindo uma mensagem de fé e adoração.
A música é uma interpretação do capítulo 3 e versículo 30 do Evangelho de João.
| “ | «É necessário que ele cresça e que eu diminua.» (João 3:30) | ” |

## Lista de faixas
| Streaming e download digital |                    |                |         |  |
| N.º                          | Título             | Compositor(es) | Duração |  |
| 1.                           | "Único"            | Marco Telles   | 5:39    |  |
| 2.                           | "Único - Playback" | Marco Telles   | 5:39    |  |

## Desempenho Comercial
O clipe estreou com somente 25 mil visualizações, ganhando força com o tempo, e em 10 dias a canção marcou 500 mil visualizações no YouTube, em menos de 20 dias o clipe da canção ultrapassa 1 milhão de visualizações.

### Tabelas semanais
| Tabela musical (2025) | Melhor posição |
| --------------------- | -------------- |
| Super Gospel (Top 20) | 3              |

## Videoclipe
"Único" recebeu um vídeoclipe no dia 12 de fevereiro de 2025, o clipe já consta com 1 milhão visualizações no YouTube.

## Ficha Técnica
- Composição: Marco Telles
- Produção Musical: Emerson Pinheiro
- Arranjo e teclado: Kaio Lopes
- Bateria: Valmir Bessa
- Guitarras e Violões:
- Baixo: Marcus Salles
- Vocal: Adelson Freire, Dedy Coutinho e Duda Matheus
- Produção de voz: Dedy Coutinho
- Programações e teclados adicionais: Emerson Pinheiro e Rafael Moraes
- Engenheiros Assistentes: Douglas, Meredith

Gravado e mixado na Full Sail University
- Direção: Marcos Avlis
- Diretor de Fotografia: Edvaldu Neto
- Produção Geral: Rebeca Kessler
- Gaffer: Jônatas Calazans
- Chefe de Elétrica: Vacare
- 1º Assist de Câmera: Felipe Conceição
- 2ª Assist de Câmera: Nicole Fonseca
- Steady Cam: Edvaldu Neto
- Op. de câmera: Yuri Jezzu
- Op. de câmera: Nic Pereira
- Op. de Grua: Marcelo Monteiro
- Assist. De Grua: Ágatha Miranda

Assist. de Elétrica: Lorran Barcelos
- Maquinista: Rafael Cardoso Silva
- Drone: Gabriel Solano
- Edição: Marcos Avlis
- Colorista: Rafael Focai
- Identidade Visual e Artes: Leandro Filho
- Assistente de Produção: Letícia Mayara
- Making Off: Alysson Barboza
- Produção Artística: Rebeca Kessler
- Maquiagem: Ana Júlia
- Cabeleireira: Sandra
- Fotógrafo Still - Cabera

Banda:
- ContraBaixo: Dedy Coutinho
- Guitarra: Marcio Carvalho
- Bateria: Vagner Fulgoni
- Teclado: Emerson Pinheiro

Coral:
- Marcela da S. Rocha dos Santos
- Vanessa Gonçalves Lima de Almeida
- Helen Cristina de Freitas Barbosa Cardoso
- Emerson Maciel dos Santos
- Ana paula Rita de Andrade
- Joele Vitorino de Souza
- Isly Hohl Silva
- Mauricio Almeida
- Adriana Katia Soares Da Silva
- Claudia Oliveira de Moraes de Pontes
- Aline de Souza Silva
- Israel Oliveira de Mores de Pontes
- Anderson Silva de Pontes
- Anderson Oliveira de Andrade
- Amanda Estela Machado de Souza